# Vitus Bering
Vitus Jonassen Bering (také, méně správně, Behring) (5. srpna (křest) 1681 Horsens, Dánsko – 19. prosince 1741 Beringův ostrov) byl dánský mořeplavec a navigátor, který se plavil ve službách ruského námořnictva. Bývá nazýván carův ruský Kolumbus. Na jedné ze svých expedic prokázal, že mezi severoamerickým a asijským kontinentem existuje průliv, který dnes nese jeho jméno, stejně jako moře a ostrov.

## Život

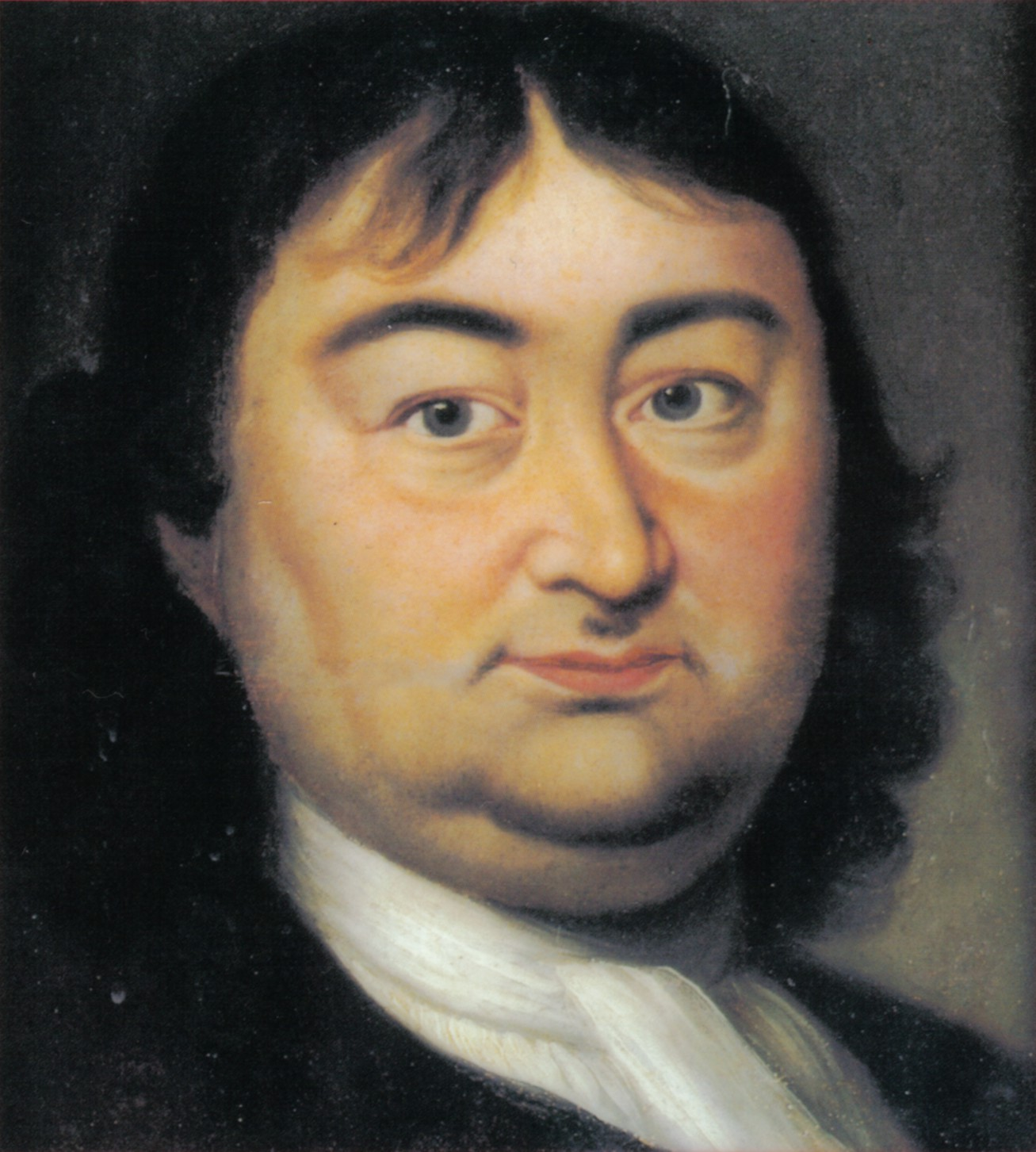
Portrét, u kterého se předpokládalo, že je Beringův (podle nejnovějších údajů jde o portrét jeho strýce)

Vitus Bering se narodil v přístavním městě Horsens v Dánsku Anne Pedderdatter a jejímu manželovi Jonasovi Svendsenovi. Byl pojmenován po prastrýci z matčiny strany, Vitusi Pedersenovi Beringovi, který byl kronikářem u královského dvora. V 15 letech se vydal na moře a v roce 1701 se plavil až do Indie. 
V roce 1703 se v Amsterodamu setkal s viceadmirálem Cornelisem Cruysem, který ho přesvědčil, aby vstoupil do ruských služeb. Během severní války Bering sloužil jako důstojník v baltské flotile Petra Velikého. V letech 1710–1712 sloužil u azovské flotily v Taganrogu a sloužil tam i v době rusko-turecké války. V roce 1712 byl přeřazen k baltské flotile. V roce 1715 nakrátko navštívil rodné město, kam se již nikdy nevrátil.
V roce 1713 se ve Vyborgu oženil s dcerou švédského obchodníka Annou Christinou Pülseovou. Během 18 let manželství se jim narodilo 9 dětí, avšak jen 4 se dožily dospělosti.
Po dvaceti letech služby Bering načas námořnictvo opustil, protože nebyl spokojen se svou kariérou, a odstěhoval se s rodinou do Vyborgu. Koncem roku 1724 si podal žádost o obnovení aktivní služby a nastoupil na loď v hodnosti prvního kapitána.

### První kamčatská výprava
V roce 1725 vedl z rozkazu cara Petra I. tzv. první kamčatskou výpravu , která měla za úkol zmapovat mořské pobřeží při východním pobřeží Sibiře, prověřit propojení Asie s Amerikou a prozkoumat bezpečnost hranic Ruska na Dálném východě. V únoru 1725 se Bering spolu s pomocníky Čirikovem a Spanbergem vydal na cestu přes Sibiř. Roku 1727 se přes Jakutsk dostal do Ochotska. Výprava se na malé lodi přeplavila na Kamčatku, kde postavila loď Sv. Gabriel, se kterou se vydala 13. července 1728 na cestu k severu. Dne 13. srpna 1728 se výprava dostala k nejvýchodnějšímu místu Čukotského poloostrova na 67°18′ severní šířky. Beringově výpravě se podařilo proplout mezi Asií a Amerikou do Severního ledového oceánu, aniž to sami tušili. Bering, z obavy před blížící se zimou, se vydal na cestu zpět.
V létě roku 1730 se vrátil do Petrohradu. Během jeho nepřítomnosti zemřelo pět jeho dětí. Admiralita projevila nespokojenost s výsledky výpravy, protože se jí nepodařilo zjistit vzdálenost dělící Asii a Ameriku, nebyla zpracována mapa amerického pobřeží a nalezena nejvhodnější trasa. Carevna Anna, přívrženkyně Petrových reforem, rozhodla o nové expedici k americkým břehům a do jejího čela znovu postavila Beringa.

### Druhá kamčatská výprava

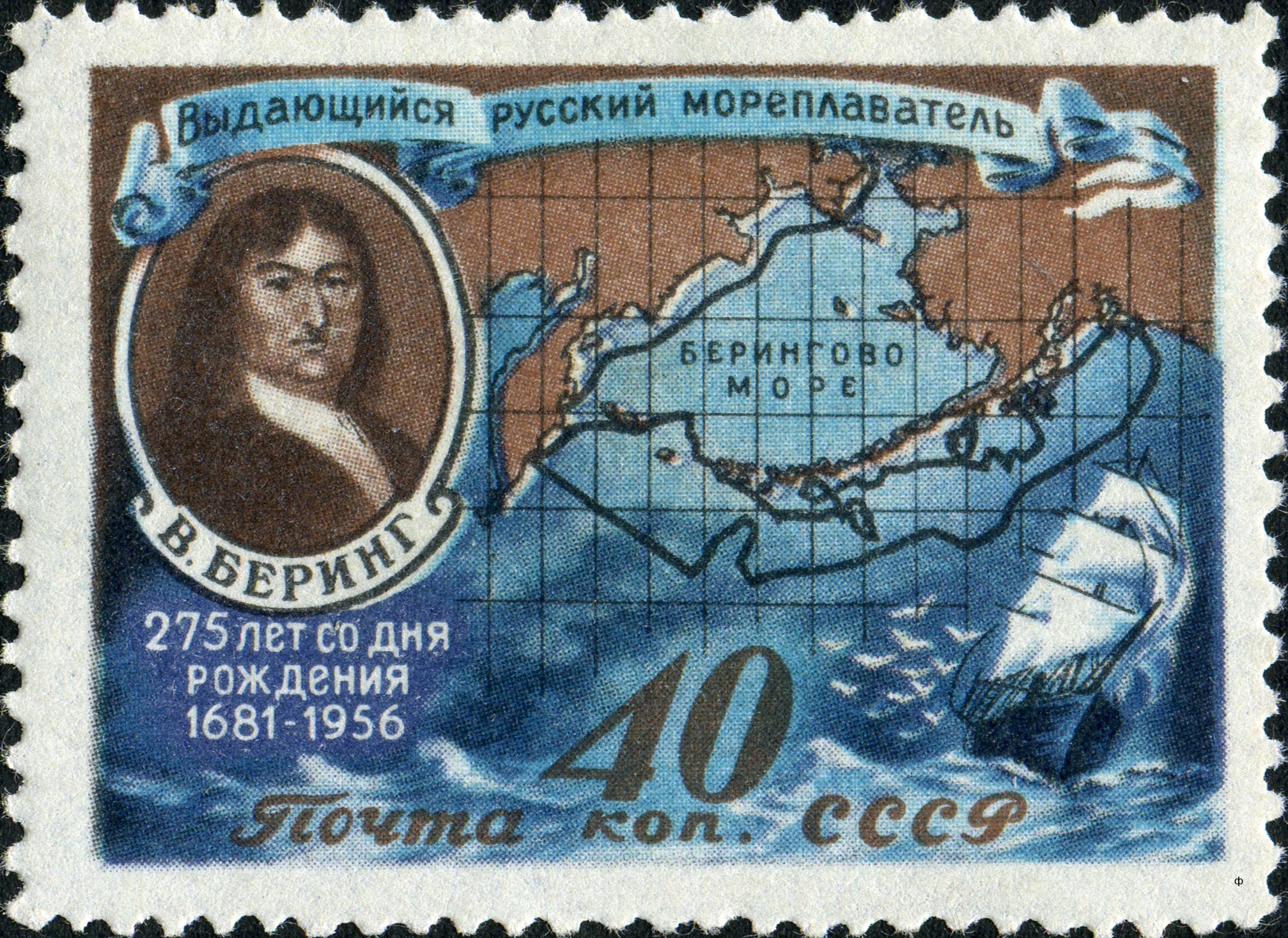
Beringovy plavby v letech 1728 a 1741

Počátkem roku 1733 nastoupil Bering tzv. druhou kamčatskou expedici, která měla za úkol změřit velikost Sibiře, zjistit přesnou zeměpisnou polohu Japonska, najít severovýchodní průjezd z Evropy do Asie a prozkoumat severní Pacifik. Zpočátku čítala asi 500 mužů, v Tobolsku byla posílena o 200 vojáků a přibližně 1500 vyhnanců. Kromě námořních důstojníků Čirikova a Spanberga, kteří se osvědčili již v předchozí výpravě, se na Sibiř vydali vědci a cestovatelé jako např. Laptěv, Malygin, Ovcyn, Krašennikov, Čeljuskin.  V červenci 1734 dorazila výprava do Jakutska. Zde byly vypraveny dvě lodě po řece Leně do severního moře, první měla doplout do Pacifiku, druhá na západ do Archangelsku. Ani jedna loď nedosáhla cíle, a proto se uvěřilo, že v severním moři žádný průjezd z Evropy do Asie neexistuje. Severovýchodní cestu objevil až Švéd Nordenskjöld.

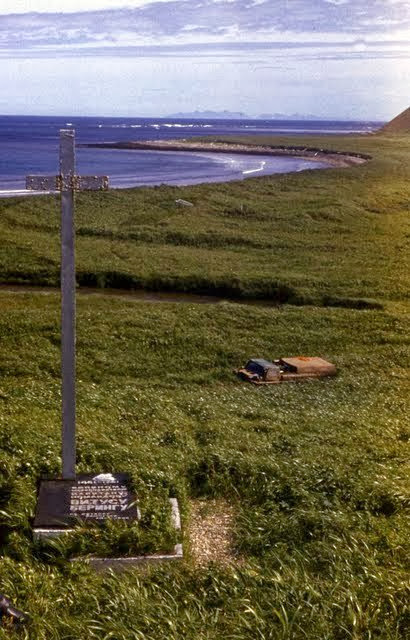
Beringův hrob na Beringově ostrově, Komandorské ostrovy, Rusko

Do roku 1737 se výprava s mnoha problémy přesunula po etapách do Ochotsku na březích Ochotského moře. Připojil se k ní jako vědecký člen Georg Steller, který dal výzkumům nové podněty. V následujících letech prozkoumali po moři oblast Kamčatky, ostrovy Kurily a severní Japonsko, čímž splnili další tzv. japonskou část expedice.
Dne 8. září 1740 vypluli z Ochotska na lodích Sv. Petr, které velel Bering, a Sv. Pavel, které velel Alexej Čirikov. Po přezimování na Kamčatce v přístavu Petropavlovsk, který založil, pokračovali v červenci roku 1741 východním směrem. V husté mlze se obě lodi rozdělily. Sv. Pavel pod vedením Čirikova se po mezipřistání na Aljašce vrátil 17. října 1741 do Petropavlovska. Druhá loď, Sv. Petr pod Beringovým velením, se po dvouměsíční plavbě dostala až k pobřeží Aljašky a ostrovům Aleuty. Bering však přes Stellerovo naléhání odmítl vstoupit na pevninu a obrátil loď na zpáteční cestu, při které objevil Šumaginovy ostrovy. Většina posádky včetně Beringa onemocněla kurdějemi a téměř neovladatelná loď začátkem listopadu 1741 ztroskotala při bouři na jednom z Komandorských ostrovů. Zde 19. prosince 1741 Vitus Bering zemřel. Georg Wilhelm Steller později napsal: "Zemřel hladem, chladem, žízní a zármutkem spíš než na kurděje nebo jinou nemoc." Příčinou smrti bylo podle forenzního vyšetření srdeční selhání.
Ostrov byl pojmenován po něm – Beringův ostrov. Zbytek posádky postavil malou loď a pod vedením Svena Waxella se dostal 27. srpna 1742 zpět do Petropavlovsku na Kamčatce. Tak po devíti letech skončila tzv. velká americká expedice. Po této výpravě začalo pozvolné ruské osidlování Aljašky.

## Současnost
V roce 1992 našel rusko-dánský tým archeologů na Beringově ostrově pozůstatky Vituse Beringa. Dánsko souhlasilo s tím, aby byl Bering dne 14. září 1992 spolu s pěti členy jeho posádky ještě jednou důstojně pohřben na svém ostrově.